# Digital-TV-kommissionen
Digital-TV-kommissionen var en svensk myndighet (en av Statens offentliga utredningar) som bildades efter beslut av riksdagen. Dess arbete inleddes maj 2004 och upphörde mars 2008. Myndighetens uppgift var att se till att en övergång från analog till digital marksänd television genomfördes och att det "skede på ett så konsumentanpassat sätt som möjligt".
I uppdraget ingick att planera och koordinera övergången samt informera om den och berätta hur den fortskred för regeringen. Det mest centrala i uppdraget var att de licensbetalare som har tillgång till public service-utbudet med analog TV även skulle ha det efter släckningen. Kommissionen utförde bland annat undersökningar där man klarlade hur pass informerade svenskarna var om övergången.
Myndigheten bestod av ett kansli med fem personer samt en kommission med fem ledamöter och sex experter. Ordförande i kommissionen var sedan augusti 2004 Lorentz Andersson sedan Anders Sundström begärt att få bli entledigad.
Informeringen skede i samarbete med kommunikationsbyrån Futurniture och artade sig på flera sätt, däribland utskick av broschyrer till de berörda, en hjälptelefon, en hemsida, annonser i lokaltidningar, informationsfilmer i tv, text-TV-sidor samt vykort.